# Auenlandschaft Obere Tideelbe
Die Auenlandschaft Obere Tideelbe ist ein Naturschutzgebiet in den Hamburger Stadtteilen Wilhelmsburg im Bezirk Hamburg-Mitte und Billwerder, Spadenland, Ochsenwerder, Kirchwerder, Moorfleet und Tatenberg im Bezirk Bergedorf.

## Allgemeines
Das Naturschutzgebiet ist rund 246 Hektar groß. Es ist teilweise Bestandteil des FFH-Gebietes „Hamburger Unterelbe“. Das Gebiet steht seit 2010 – zunächst als rund 222 Hektar großes Naturschutzgebiet „Auenlandschaft Norderelbe“ – unter Schutz. 2016 wurde es auf seine heutige Größe erweitert und umbenannt. Das Naturschutzgebiet wird vom Naturschutzverband Gesellschaft für ökologische Planung und dem Angelsport-Verband Hamburg betreut.

## Beschreibung
Das Naturschutzgebiet liegt im Stromspaltungsgebiet der Elbe und erstreckt sich entlang der Norderelbe von der Bundesautobahn 1 im Norden bis zur Bunthäuser Spitze im Süden, der Dove Elbe bis zur Tatenberger Schleuse sowie am Nordufer der Süderelbe bis zum Naturschutzgebiet „Heuckenlock“ und umfasst einen Teil der Elbe mit dem Deichvorland sowie die 2001 durch Rückdeichung entstandenen Außendeichsflächen Spadenländer Spitze und Kreetsand. In Moorwerder beschränkt sich das Naturschutzgebiet auf die unbebauten Außendeichsflächen. Weiterhin sind die Filterbecken und das Vogelschutzgehölz und der südlich der A 1 liegende Teil des Holzhafengrabens auf der südlichen Billwerder Insel in das Naturschutzgebiet einbezogen. An der Einmündung des Georgswerder Schleusengrabens, der über ein Schöpfwerk mit der Norderelbe verbunden ist, schließt sich das Naturschutzgebiet „Rhee“ an. Mit der Erweiterung des Naturschutzgebietes im Jahr 2016 wurden weitere Außendeichsflächen in den Stadtteilen Ochsenwerder und Kirchwerder in den Geltungsbereich der Naturschutzverordnung einbezogen.
Das Naturschutzgebiet wird von der tidebeeinflussten Elbe – der Tidenhub beträgt hier bis zu 3,5 Meter – mit ihren Vorländern geprägt. Der Flusslauf wird von Auwaldresten begleitet. Die Außendeichsflächen werden von ausgedehnten Grünlandbrachen mit Hochstaudenfluren und Röhrichtbereichen eingenommen. Auf der Spadenländer Spitze befindet sich ein Wattenbereich. Auf dem 42 Hektar großen Kreetsand ist die Anlage von rund 30 Hektar tidebeeinflussten Flachwassergebieten vorgesehen, in denen sich weitere Wattflächen bilden sollen. Eine weitere Deichrückverlegung am Ellerholz, wie der Kreetsand ein ehemaliges Spülfeld, ist grundsätzlich möglich.
Die Filterbecken auf der Billwerder Insel sind ehemalige Absetzbecken des Elbwasserfilterwerks Kaltehofe der Hamburger Wasserwerke. Die vier Becken werden seit 1991 nicht mehr genutzt und nur noch notdürftig in Stand gehalten. Sie sind von Gehölzen und Brachen umgeben.
Die Auenlandschaft Norderelbe ist Lebensraum für zahlreiche, zum Teil seltene Tier- und Pflanzenarten, darunter Sumpf-Wasserstern, Lanzettblättriger Froschlöffel, Schwanenblume, Sumpf-Greiskraut, Sumpfdotterblume und die nur an der Elbe vorkommende Wiebelschmiele (auch Sumpf-Schmiele) sowie Finte, Rapfen und zahlreiche weitere Fischarten, Seefrosch, Kleinspecht, Rohrweihe und Rauhautfledermaus. Eine Besonderheit ist der Schierlings-Wasserfenchel, der nur hier vorkommt. Im Uferbereich der Filterbecken hat sich eine Kormoranbrutkolonie, die einzige in Hamburg, angesiedelt. Außerdem kommen z. B. Pirol, Blaukehlchen, Beutelmeise und Eisvogel vor. Der Seeadler nutzt Teile des Naturschutzgebietes als Nahrungshabitat.
Auf der Bunthäuser Spitze befindet sich am Rand des Naturschutzgebietes das Elbe-Tideauenzentrum Bunthaus, ein Naturschutzinformationszentrum des Naturschutzverbandes Gesellschaft für ökologische Planung. Von der als Aussichtsplattform genutzten Galerie des Leuchtturms auf der Bunthäuser Spitze sind Teile des Stromspaltungsgebietes und des Naturschutzgebietes einsehbar.